# Zhoushi (köpinghuvudort i Kina, Jiangsu Sheng, lat 31,47, long 120,99)
Zhoushi (kinesiska: 周市镇) är en köpinghuvudort i Kina. Den ligger i provinsen Jiangsu, i den östra delen av landet, omkring 220 kilometer öster om provinshuvudstaden Nanjing. Antalet invånare är 144 529. Befolkningen består av 68 497 kvinnor och 76 032 män. Barn under 15 år utgör 10,0 %, vuxna 15-64 år 84 %, och äldre över 65 år 4,0 %.
Runt Zhoushi är det mycket tätbefolkat, med 1 018 invånare per kvadratkilometer. Zhoushi är det största samhället i trakten. Trakten runt Zhoushi består till största delen av jordbruksmark.
Genomsnittlig årsnederbörd är 1 436 millimeter. Den regnigaste månaden är augusti, med i genomsnitt 208 mm nederbörd, och den torraste är januari, med 53 mm nederbörd.